# Lia Pahl
Lia Pahl (* 13. Juni 1924 in Dortmund) ist eine deutsche ehemalige Schauspielerin.

## Leben und Wirken
Lia Pahl erhielt ihre künstlerische Ausbildung gleich nach dem Krieg und machte ihre Abschlussprüfung 1946 in Frankfurt am Main. Es folgten Theaterverpflichtungen, die sie nach Gießen (Stadttheater 1947–1950), Düsseldorf, Bayreuth, Passau, und München führten. In der bayerischen Landeshauptstadt, wo sie von 1952 bis 1961 lebte, machte sie sehr viel Kinderfunk, Synchron, Werbung und Kabarett („Die kleinen Fische“). Nebenbei trat sie auch als Chansonsängerin auf. In Hamburg seit 1961 ansässig, setzte Lia Pahl ihre Kabaretttätigkeit an der Kleinen Komödie fort und gehörte von bis 1973 fest und bis 1984 gastweise dem Ensemble des „Rendezvous“ an.
Nebenbei übernahm die Künstlerin auch immer mal wieder Rollen vom Fernsehen an und trat sowohl in einzelnen Folgen beliebter Serien als auch in Einzelproduktionen auf. Lia Pahl blieb bis ins hohe Alter als Sprechkünstlerin sowie als Werbegesicht aktiv.

## Filmografie
- 1960: Ein Weihnachtslied in Prosa oder Eine Geistergeschichte zum Christfest
- 1961: Funkstreife Isar 12 (eine Folge)
- 1967: Die Hafenorgel
- 1968: Spedition Marcus (Fernsehserie)
- 1969: Zwischenmahlzeit (eine Folge)
- 1972: Wir 13 sind 17
- 1972: Butler Parker (eine Folge)
- 1973: Frühbesprechung
- 1973: Hamburg Transit (eine Folge)
- 1979: Kläger und Beklagte (eine Folge)
- 1979: Zwei Mann um einen Herd
- 1993: Freunde fürs Leben (eine Folge)